# Gustave Rodrigues
Pour les articles homonymes, voir Rodrigues (homonymie).
Gustave Désiré Rodrigues, né le 12 février 1871 à Paris et mort le 26 juillet 1940 à Biarritz, était un philosophe français.

## Biographie
D'un père travaillant dans la finance, il est reçu second à l'agrégation de philosophie en 1894, puis obtient son doctorat.
Il devient professeur au lycée Condorcet, puis au lycée Janson-de-Sailly, à Paris.
Il eut entre autres pour élève Simone de Beauvoir, Maurice Merleau-Ponty et Claude Lévi-Strauss.
Il préside la Société des agrégés de 1931 à 1934. Il se suicide en 1940 lors de l'entrée des Allemands à Paris.

## Œuvre
- L’Idée de relation, essai de critique positive, 1903
- L’Existence du monde extérieur d’après Descartes
- Le Problème de l’action : la pratique morale, 1909
- Le Peuple de l’action, essai sur l’idéalisme américain, 1917
- Pourquoi les Américains sont venus en France, 1918
- La France éternelle, 1919
- Bergsonisme et moralité, 1922
- La Philosophie officielle et la philosophie, 1925
- Est-ce qu’on meurt ?, 1928
- Le droit à la vie. L’Unique solution du problème social, 1934